# 丽贝卡·罗梅罗
丽贝卡·罗梅罗（英語：Rebecca Romero，1980年1月24日—），英国女子自行车、赛艇运动员。她曾代表英国参加2004年和2008年夏季奥林匹克运动会，获得一枚金牌和一枚银牌。